# Steigerungspartikel
Die Steigerungspartikeln (auch: Gradmodifikatoren, Gradpartikeln, Intensitätspartikeln, Intensifikatoren) bilden eine Unterklasse der Wortart Partikel. Die Steigerungspartikeln signalisieren, dass die unmittelbar anschließende Aussage von Adjektiven oder Adverbien hinsichtlich einer vom Sprecher als allgemeingültig aufgefassten Norm unterschritten oder überschritten wurde.
Der Bezugsausdruck zu Steigerungspartikeln kann in wenigen Fällen auch ein Verb, aber nie ein Nomen sein. 
Beispiele für Steigerungspartikeln: etwas, recht, sehr, überaus, ungemein, weitaus, zu, einigermaßen

## Beispiele
- Sie ist ein recht/sehr/überaus/einigermaßen freigiebiger Mensch. (Bezugsausdruck: Adjektiv)
- Sie hat ihm sehr/zu oft verziehen. (Bezugsausdruck: Adverb)
- Es schneite sehr. (Bezugsausdruck: Verb)